# The Way Life Goes (singolo)
The Way Life Goes è un singolo del rapper statunitense Lil Uzi Vert, pubblicato il 3 ottobre 2017 come secondo estratto dal primo album in studio Luv Is Rage 2.
Il singolo vede la partecipazione vocale del gruppo Oh Wonder.

## Remix
Il 2 novembre 2017 è stato pubblicato un remix del singolo in collaborazione con la rapper trinidadiana Nicki Minaj. Assieme al remix è stato pubblicato un video musicale su YouTube che non era stato realizzato per la versione originale del singolo.

## Classifiche
| Classifica (2017)         | Posizione massima |
| ------------------------- | ----------------- |
| Australia                 | 85                |
| Canada                    | 44                |
| Portogallo                | 61                |
| Regno Unito               | 87                |
| Stati Uniti               | 24                |
| Stati Uniti (R&B/Hip-Hop) | 11                |
| Stati Uniti (Rhythmic)    | 13                |